# Macaria ulsterata
Macaria ulsterata es una polilla perteneciente a la familia Geometridae, descrita por primera vez por el entomólogo estadounidense Richard F. Pearsall en 1913. Es una especie de amplia distribucion en el holártico. Es la variante del Nuevo Mundo de la especie europea Macaria notata, las cuales fueron tratadas como sinonimia en el pasado.

## Descripción
Es una especie de color gris pálido o blanco con una cabeza de color amarillo a marrón óxido y el patrón habitual de Macaria: líneas, manchas y excavación subapical en el margen exterior. 

### Larvas
Las orugas son de color verde brillante a marrón, a menudo con la cabeza oscura y manchas pálidas alargadas que se extienden hacia adelante desde cada uno de los espiráculos abdominales. 

### Especies similares
Se distingue por su cabeza amarilla del grupo de especies Macaria signaria. Carece del tono amarillento o marrón característico de los otros dos miembros del grupo de especies Macaria notata al que pertenece: Macaria aemulataria y Macaria promiscuata. Macaria bisignata es similar en tamaño y color gris pálido, pero suele presentar un tono o espolvoreado más marrón, especialmente en la zona subterminal, y manchas oscuras mucho más pequeñas en la línea subterminal.

### Ecología
Las larvas son polífagas, se alimentan de abedul, aliso y sauce.

## Conservacion
Parece ser una especie especialista en su hábitat, estrechamente vinculado con las comunidades de frondosas del norte. Por lo tanto, es probable que sea al menos algo vulnerable a los efectos del cambio climático, que puede reducir su distribución a las zonas de mayor altitud.